# Хендерсон, Николас
Николас Хендерсон (англ. John Nicholas Henderson; 01.04.1919 — 16.03.2009) — дипломат Великобритании.
Учился в школе Stowe и Hertford колледже Оксфорда.
С 1946 года на дипломатической службе.
В 1963—1965 годах старший личный секретарь министра иностранных дел Великобритании.
В 1969—1972 годах посол Великобритании в Польше.
В 1972—1975 годах посол Великобритании в ФРГ.
В 1975—1979 годах посол Великобритании во Франции.
В 1979—1982 годах посол Великобритании в США.
Рыцарь Великого Креста ордена Святого Михаила и Святого Георгия (1977, рыцарь-командор 1972, кавалер 1965).
Рыцарь-командор Королевского Викторианского ордена (1991).